# Brénod
Brénod és un municipi francès situat al departament de l'Ain i a la regió d'Alvèrnia-Roine-Alps. L'any 2007 tenia 523 habitants.

## Demografia

### Població
El 2007 la població de fet de Brénod era de 523 persones. Hi havia 208 famílies de les quals 52 eren unipersonals (24 homes vivint sols i 28 dones vivint soles), 72 parelles sense fills, 76 parelles amb fills i 8 famílies monoparentals amb fills.
La població ha evolucionat segons el següent gràfic:
Habitants censats

### Habitatges
El 2007 hi havia 317 habitatges, 214 eren l'habitatge principal de la família, 87 eren segones residències i 16 estaven desocupats. 273 eren cases i 43 eren apartaments. Dels 214 habitatges principals, 160 estaven ocupats pels seus propietaris, 47 estaven llogats i ocupats pels llogaters i 7 estaven cedits a títol gratuït; 2 tenien una cambra, 6 en tenien dues, 24 en tenien tres, 35 en tenien quatre i 147 en tenien cinc o més. 194 habitatges disposaven pel capbaix d'una plaça de pàrquing. A 91 habitatges hi havia un automòbil i a 106 n'hi havia dos o més.

### Piràmide de població
La piràmide de població per edats i sexe el 2009 era:
| Homes | Edats   | Dones |
| ----- | ------- | ----- |
| 0     | 95 o +  | 0     |
| 0     | 90 a 94 | 4     |
| 0     | 85 a 89 | 0     |
| 8     | 80 a 84 | 4     |
| 16    | 75 a 79 | 16    |
| 20    | 70 a 74 | 16    |
| 4     | 65 a 69 | 12    |
| 12    | 60 a 64 | 4     |
| 8     | 55 a 59 | 16    |
| 16    | 50 a 54 | 8     |
| 24    | 45 a 49 | 24    |
| 12    | 40 a 44 | 8     |
| 4     | 35 a 39 | 4     |
| 20    | 30 a 34 | 16    |
| 12    | 25 a 29 | 16    |
| 8     | 20 a 24 | 12    |
| 16    | 15 a 19 | 8     |
| 8     | 10 a 14 | 8     |
| 8     | 5 a 9   | 12    |
| 0     | 0 a 4   | 8     |

## Economia
El 2007 la població en edat de treballar era de 311 persones, 247 eren actives i 64 eren inactives. De les 247 persones actives 233 estaven ocupades (125 homes i 108 dones) i 14 estaven aturades (3 homes i 11 dones). De les 64 persones inactives 22 estaven jubilades, 19 estaven estudiant i 23 estaven classificades com a «altres inactius».

### Ingressos
El 2009 a Brénod hi havia 208 unitats fiscals que integraven 500 persones, la mediana anual d'ingressos fiscals per persona era de 19.583 €.

### Activitats econòmiques
Dels 25 establiments que hi havia el 2007, 2 eren d'empreses alimentàries, 1 d'una empresa de fabricació d'altres productes industrials, 8 d'empreses de construcció, 4 d'empreses de comerç i reparació d'automòbils, 2 d'empreses de transport, 3 d'empreses d'hostatgeria i restauració, 2 d'empreses financeres, 2 d'empreses de serveis i 1 d'una entitat de l'administració pública.
Dels 10 establiments de servei als particulars que hi havia el 2009, 1 era una gendarmeria, 1 oficina de correu, 1 taller de reparació d'automòbils i de material agrícola, 1 paleta, 2 guixaires pintors, 1 fusteria, 1 lampisteria, 1 electricista i 1 restaurant.
Dels 3 establiments comercials que hi havia el 2009, 1 era una botiga de més de 120 m², 1 una botiga de menys de 120 m² i 1 una peixateria.
L'any 2000 a Brénod hi havia 9 explotacions agrícoles que ocupaven un total de 460 hectàrees.

## Equipaments sanitaris i escolars
El 2009 hi havia una escola elemental.

## Poblacions més properes
El següent diagrama mostra les poblacions més properes.